# 306019 Duren
306019 Duren è un asteroide della fascia principale. Scoperto nel 2010, presenta un'orbita caratterizzata da un semiasse maggiore pari a 3,2225884 au e da un'eccentricità di 0,4354282, inclinata di 5,36915° rispetto all'eclittica.
L'asteroide è dedicato all'ingegnere statunitense Riley Duren.